# Volcán Tacaná
El volcán Tacaná es un volcán de América Central, que se ubica en el límite entre Guatemala (Departamento de San Marcos ) y México (estado de Chiapas).
Es un estratovolcán activo, estromboliano, que se eleva hasta los 4092 metros sobre el nivel del mar. Se localiza entre el municipio de Sibinal del departamento de San Marcos, Guatemala y del municipio de Unión Juárez y el municipio de Cacahoatán del estado mexicano de Chiapas. Es el octavo pico más alto de México y el segundo de Guatemala, es raro que se cubra de nieve, sus laderas presentan un bosque muy frondoso. Es el límite natural de México con Guatemala. El volcán está constituido por rocas de andesita de hiperstena y augita, y se eleva sobre un basamento de rocas volcánicas del Terciario y rocas ígneas de composición granítico-diorítica. En el flanco O-SO, se localiza una zona de fumarolas, con temperaturas variables entre los 82 y 94 °C. Además, entre las elevaciones de 1500 y 2100 m s. n. m. se localizan manantiales termales con temperaturas que varían de 40 a 55 °C, en el lugar conocido como Agua Caliente.
Durante la época colonial, al volcán Tacaná se le conoció con el nombre de volcán del Soconusco; en México también se le conoce como El Coloso de Sur. En la parte mexicana del volcán se encuentra la reserva de la biosfera, abarcando los municipios mexicanos de Cacahoatan, Unión Juárez y Tapachula. Se reconocen períodos de explosiones freáticas y fumarólicas en 1855, 1878, 1903, 1949-1951, 1986.
La palabra Tacaná es de origen Mam y su significado es casa de fuego.

## Hechos relevantes
El primer registro científico del que se tenga conocimiento del volcán Tacana, provino de von Humboldt en el año de 1804,  los geólogos Del Río en 1842, Del Castillo en 1870 y Sánchez en 1856, quienes realizaron descripciones generales de su morfología. No es sino hasta la llegada del investigador Sapper en los años de 1896 y 1899 que este señala que el nombre que le asigno Humboldt es de Tacaná.
En 1905, durante el gobierno del licenciado Manuel Estrada Cabrera y a solicitud de este, el teniente coronel e ingeniero Francisco Vela construyó en el Hipódromo del Norte de la Ciudad de Guatemala el Mapa en Relieve del país; en el mapa, el volcán Tacaná está mostrado con líneas de nivel que muestran su considerable elevación.
Las estaciones digitales de banda, que reemplazan las estaciones de periodo corto, fueron instaladas los primeros días del mes de marzo de 2012, por el Servicio Sismológico Nacional (SSN) y el Centro de Investigación en Gestión de Riesgos y Cambio Climático, UNICACH
En enero de 2010 se presentó una ligera nevada que cubrió de blanco las faldas altas del volcán por ambos países que comparten la montaña.

## Monitoreo
Actualmente Autoridades del Sistema Estatal de Protección Civil del estado de Chiapas y la Universidad de Ciencias y Artes de Chiapas realizan un monitoreo permanente del Tacana,  través de un sistema de monitoreo sísmico que permite un amplio control y registro de la actividad que genere dicho volcán, a fin de analizar cualquier cambio que presente dicha estructura volcánica.
El Volcán Tacaná cuenta con una Red de monitoreo sísmico que cuenta con cuatro estaciones sismológicas digitales de banda ancha, ubicadas en las comunidades de La Patria (PATR), Pavencul (PAVE) y Chiquihuites (CHIQ); así como en la cima de la cumbre (CIMA). La estación CHCH, por su proximidad y menos afectación al efecto del viento, es la que genera mayor y mejor información sobre el estado de actividad del sistema volcánico.

## Acceso de visitante
Se puede llegar a la cumbre de Tacaná en unas 10 horas. Hay dos accesos a la montaña. Uno es de Finca Navidad, al sur del volcán, pasando por Tojquián Grande, en el lado guatemalteco, y avanzando paralelo a la frontera con México.
La segunda ruta es por el lado mexicano, desde El Carmen, puente Talismán, Cacahoatán y Unión Juárez en vehículo, y desde allí a pie. Esta ruta pasa a Guatemala y ha sido descrita como una de las caminatas más interesantes de América Central, que conduce a senderos sinuosos a través de exuberantes selvas tropicales, aldeas agrícolas de subsistencia, antiguos flujos de magma y bosques templados llenos de rocas antes de llegar a la cima de la caldera más baja. Desde allí, el tramo final hasta la cima ofrece vistas panorámicas muy por encima de las nubes a medida que la línea de árboles disminuye gradualmente con la altitud. Varios volcanes importantes dentro del Arco Volcánico Centroamericano, incluido Tajumulco, son visibles desde la cumbre.

## Confraternidad Montañista del Sureste
Cada año, en la época de Semana Santa se celebra la Confraternidad Montañista del Sureste, la cual reúne aproximadamente a cien personas en su cumbre. Los visitantes provienen de México, Guatemala, El Salvador, Honduras, Costa Rica y países invitados. Este evento es organizado por la Asociación de Excursionismo y Montañismo del Instituto Politécnico Nacional, y por la Federación de Andinismo de Guatemala.